# Синдром Арлекіна
Синдром Арлекіна, також відомий як знак Арлекіна — це стан, що характеризується асиметричним потовиділенням і почервонінням у верхній частині грудної клітки грудей, шиї та обличчя. Синдром Арлекіна вважається ураженням автономної нервової системи (АНС) .АНС контролює деякі природні процеси організму, такі як потовиділення, почервоніння шкіри та реакція зіниці на стимули  .У людей із цим синдромом мається відсутність виділення поту на шкірі на одній зі сторін(тобто,як правило,відсутнє потовиділення лише на одній з сторін обличчя та на одній частині грудей ,також на одній з рук). Це вегетативний розлад, який може виникнути в будь-якому віці  .
Симптоми, пов’язані з синдромом Арлекіна, частіше з’являються за таких умов: інтенсивні фізичні вправи, тепле середовище та інтенсивні емоційні ситуації. Оскільки одна сторона тіла потіє та червоніє відповідно до стану, інша сторона тіла матиме відсутність таких симптомів  .
Синдром Арлекіна також може бути результатом односторонньої ендоскопічної торакальної симпатектомії (ЕТС) або ендоскопічної симпатичної блокади (ЕСБ) операції  .

## Ознаки та симптоми
Синдром Арлекіна — це одностороннє почервоніння та потовиділення обличчя, шиї та верхньої частини грудної клітки, як правило, після впливу тепла або сильного навантаження  .Синдром Горнера, ще одна проблема, пов’язана із симпатичною нервовою системою ,часто зустрічається в поєднанні з синдромом Арлекіна [джерело?] .
Оскільки синдром Арлекіна пов’язаний з дисфункцією вегетативної нервової системи, основні симптоми цієї дисфункції такі: відсутність поту (ангідроз) і почервоніння на одній стороні обличчя, шиї або верхньої частини грудної клітки. Крім того, інші симптоми включають кластерні головні болі, сльозотечу з очей, виділення з носа, аномальне звуження зіниць, слабкість м’язів шиї та опущення однієї сторони верхньої повіки  .

## Причини
Однією з можливих причин синдрому Арлекіна є ураження прегангліонарних або постгангліонарних шийних симпатичних волокон і парасимпатичних нейронів циліарного ганглія  .Також вважається, що торсія (скручування) грудного відділу хребта може викликати закупорку передньої корінцевої артерії, що призводить до синдрому Арлекіна  .Симпатичний дефіцит на денервованій стороні викликає ангідроз (відсутність потовиділення). Пацієнти з синдромом Горнера також можуть відчувати це. Парасимпатичний дефіцит на денервованому боці призводить до більш вираженого припливу на протилежному боці. Незрозуміло, чи була реакція непошкодженої сторони нормальною чи надмірною, але вважається, що це могло бути результатом спроби організму компенсувати пошкоджену сторону та підтримувати гомеостаз  .

## Механізм
Хоча точний механізм синдрому Арлекіна досі неясний, важливо зрозуміти, на що впливає цей синдром. Вважається, що більшість випадків відбувається при пошкодженні нервових пучків голови та шиї. Такі пучки здатні посилати потенціал дії від вегетативної нервової системи до решти тіла. Однак потенціали дії в цій системі не сприймаються другим або третім грудними хребцями, які іннервують обличчя, шию та верхню частину грудей  .

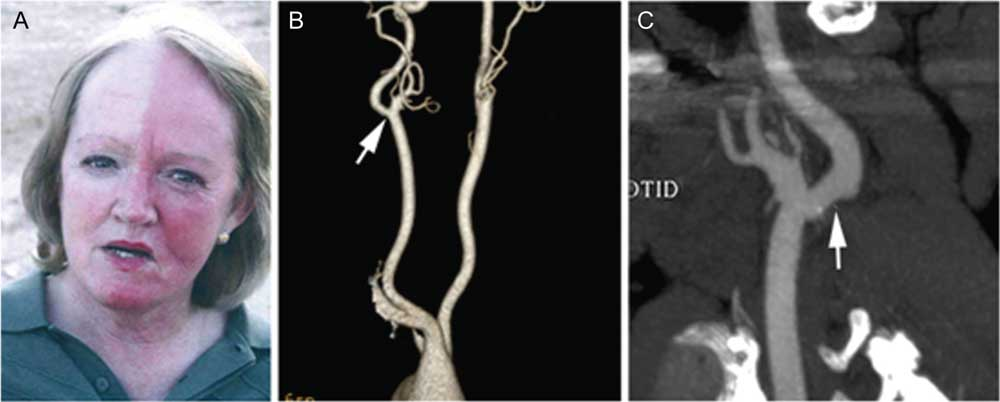
Синдром Арлекіна,спричинений дефектом симпатичної іннервації

Пошкодження або ураження поблизу T2 або T3 можуть бути між зірчастим ганглієм і верхнім шийним ганглієм. Тут ми спостерігаємо відсутність поту та почервоніння шкіри на одній стороні обличчя, шиї та верхньої частини грудей [джерело?] .

## Діагноз
Діагноз синдрому Арлекіна ставиться, коли у людини є постійні ознаки та симптоми цього стану, отже, це робиться шляхом клінічного спостереження. Крім того, невропатолог або лікар первинної медичної допомоги може вимагати МРТ, щоб виключити подібні розлади, такі як синдром Горнера , синдром Аді та синдром Росса  .Під час МРТ радіолог може спостерігати ділянки біля головного або спинного мозку на наявність уражень або будь-якого пошкодження нервових закінчень. Також важливо, щоб клініцист виключив травматичні причини, виконавши вегетативні функціональні тести  .Такі тести включають наступне:
- Тест з нахилом столу[en]
- Ортостатичне вимірювання артеріального тиску
- Тест з підняттям голови
- Маневр Вальсальви
- Тест на терморегуляцію поту
- Тест на сухожильний рефлекс
- Електрокардіографію (ЕКГ).Комп’ютерна томографія серця та легенів також може бути виконана, щоб виключити структурне основне ураження [11] .Необхідно ретельно відзначити історію хвороби людини [джерело?] .

## Епідеміологія
Частота вказана як менше 1 на 1 000 000  .
Синдром Арлекіна вражає менше 1000 людей у Сполучених Штатах  .

## Лікування та прогноз
Синдром Арлекіна не є виснажливим, тому лікування зазвичай не потрібне  .У випадках, коли особа може почуватися соціально збентеженою, можна розглянути можливість контралатеральної симпатектомії, хоча можуть спостерігатися компенсаторні почервоніння та потовиділення інших частин тіла  .При контралатеральній симпатектомії перериваються нервові пучки, які викликають почервоніння обличчя. Завдяки цій процедурі обидві сторони обличчя більше не почервоніють і не потіють. Оскільки симптоми синдрому Арлекіна зазвичай не заважають повсякденному життю людини, це лікування рекомендується, лише якщо людині дуже неприємно відчувати почервоніння та потовиділення, пов’язані з синдромом  .

## Дослідження
У серпні 2016 року дослідники з Instituto de Assistência dos Servidores do Estado do Rio de Janeiro використали ботулінічний токсин як метод блокування вивільнення ацетилхоліну з пресинаптичного нейрона. Хоча вони помітили зменшення одностороннього почервоніння, потовиділення все ще відбувається  .
Існують випадки дослідження людей, які перенесли цей синдром після операції. Двом пацієнткам із метастатичним раком, 37 та 58 років, було заплановано встановлення інтратекального насоса системи доставки ліків. Після встановлення інтратекального насоса пацієнтам давали певні ліки. Після введення ліків в обох пацієнтів спостерігалися однобічні припливи обличчя, що дуже нагадувало синдром Арлекіна   .Пацієнтам проводили неврологічне обстеження, щоб підтвердити, що їхні нерви все ще цілий. Було проведено МРТ, яке не показало значних ознак кровотечі чи компресії нерва. Після ретельного спостереження протягом 16 годин симптоми синдрому Арлекіна зменшилися, і в обох пацієнтів не було іншого епізоду.
Інше тематичне дослідження базувалося на 6-річному хлопчику, який відвідав амбулаторне відділення з приводу однобічних припливів під час або після фізичної активності або під впливом тепла  .Життєві показники, лабораторні дослідження та КТ були в нормі. Разом із припливами права зіниця мала розмір 1,5 мм, а ліва зіниця — 2,5 мм; однак птоз повік, міоз або енофтальм не було помічено  .Пацієнту також зробили МРТ, щоб виключити будь-яке ураження поблизу головного або спинного мозку. Жодних відхилень від норми не виявлено, і пацієнт не отримував жодного лікування. У пацієнта діагностовано ідіопатичний синдром Арлекіна.
Хоча механізм досі неясний, патофізіологія цього стану, ретельний моніторинг і заспокоєння є життєво важливими факторами для успішного лікування.

## Епонім
Назву синдрому приписують Ленсу і Драммонду, які були натхненні схожістю напіврозчервонілих облич пацієнтів з барвистими масками персонажу Арлекіна  .